# 1670
1670 (MDCLXX) je bilo navadno leto, ki se je po gregorijanskem koledarju začelo na sredo, po 10 dni počasnejšem julijanskem koledarju pa na soboto.

## Dogodki
- upor ukrajinskih kozakov, ki ga zatre Jan Sobieski.

## Rojstva
- 15. november - Bernard Mandeville, angleški filozof, ekonomist in satirik († 1733)
- 30. november - John Toland, anglo-irski filozof († 1722)

## Smrti
- 16. marec - Johann Rudolf Glauber, nemško-nizozemski lekarnar in kemik († 1604)
- 21. maj - Niccolò Zucchi, italijanski jezuit, astronom, fizik (* 1586)
- 15. november - Jan Amos Komensky, češki pedagog, filozof, pisatelj (* 1592)